# 4Q120

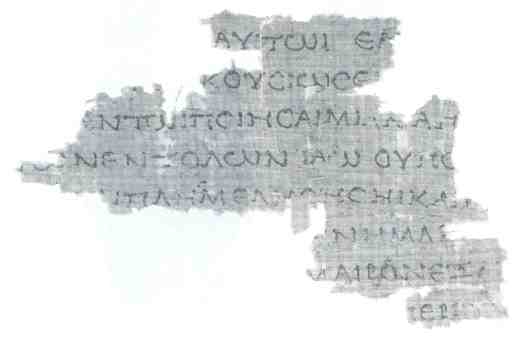
4Q120, (frammento 20)

4Q120 (pap4QLXXLevb; AT22; VH 46; Rahlfs 802; LDAB 3452), è  un manoscritto della Septuaginta dal libro del Levitico datato al I secolo a.C., contenente il Tetragramma biblico. Il rotolo si trova conservato nel Museo Rockefeller di Gerusalemme suddiviso in 97 frammenti.

## Storia
Il manoscritto venne redatto sotto la dinastia degli Asmonei, ed è stato datato da Patrick W. Skehan "tra la fine del I secolo a.C. e i primi anni del I secolo d.C.". Il manoscritto, facente parte del gruppo dei Manoscritti del Mar Morto, venne ritrovato nella Cava 4b nel settembre 1952 da un gruppo di archeologi composto da Gerald Lankester Harding, Roland de Vaux e Joseph Milik.

## Descrizione
Il rotolo è in condizioni di estrema frammentazione. Ad oggi, è composto da 97 frammenti, di cui solo 31 possono essere ricostruiti e decifrati, permettendo una lettura che va dal Levitico 1:11 al 5:25. Per tutto il testo è stata utilizzata la pratica strittoria della Scriptio continua, interrotta in alcuni tratti dal segno speciale (⌐), utilizzato per la separazione dei paragrafi e dei capitoli.

### ΙΑΩ

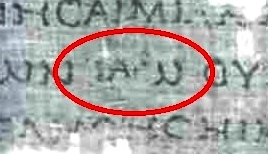
Dettaglio del frammento 20 con il nome divino ΙΑΩ in evidenza

Una peculiarità del manoscritto è la rappresentazione del nome divino in caratteri greci in forma ΙΑΩ nel Levitico 3:12 (frammento 6), 4:27 (frammento 20), una traduzione del Tetragramma biblico, rappresentante, secondo la tradizione, il nome di Dio. Secondo Skehan, questo sarebbe molto più originale della traduzione del Κύριος (Kyrios, "Signore") riscontrabile in altri scritti greci, che sarebbe utilizzata come traduzione sia del tetragramma (יהוה) che del termine Adonai (אדני), utilizzato dagli ebrei nella lettura ad alta voce del Pentateuco.

### Testo
Testo greco secondo A. R. Meyer:
Lev 4:27
[αφεθησεται ]αυτωι εαν[ δε ψυχη μια]
[αμαρτ]η[ι α]κουσιως εκ[ του λαου της]
[γης ]εν τωι ποιησαι μιαν απ[ο πασων]
των εντολων ιαω ου πο[ιηθησε]
Lev 3:12–13
[τωι ιαω] 12 εαν δ[ε απο των αιγων]
[το δωρ]ον αυτο[υ και προσαξει εν]
[αντι ι]αω 13 και ε[πιθησει τας χει]
Latinizzazione di Meyer:
Lev 4:27
[aphethēsetai ]autōi ean[ de psychē mia]
[hamart]ē[i a]kousiōs ek[ tou laou tēs]
[gēs ]en tōi poiēsai mian ap[o pasōn]
tōn entolōn iaō hou po[iēthēse] 
Lev 3:12–13
[tōi iaō] 12 ean d[e apo tōn aigōn]
[to dōr]on auto[u kai prosaxei en]
[anti i]aō 13 kai e[pithēsei tas chei] 